# Luca Bonaffini
Luca Bonaffini (Mantova, 28 ottobre 1962) è un cantautore, scrittore e produttore discografico italiano.

## Biografia
Compositore di musiche e autore di testi per canzoni, Luca Bonaffini si è affermato intorno alla fine degli anni Ottanta come collaboratore fisso di Pierangelo Bertoli come cantante, armonicista e chitarrista. Ha firmato per lui brani in album di successo, tra cui  Chiama piano, "Dal vero","Oracoli","E così nasce una canzone" e tanti altri.
Canzoni sue sono state interpretate anche da Patrizia Bulgari, Sergio Sgrilli, Fabio Concato, Nek, Claudio Lolli e ha scritto testi teatrali insieme a Dario Gay ed Enrico Ruggeri.
Ha pubblicato, come cantautore, diversi album e spettacoli aventi un unico filo conduttore, affrontando temi civili e contro la discriminazione religiosa, sessuale e razziale; ha vinto il premio Rino Gaetano (1988) Targa critica giornalistica e il Premio Quipo (1999) al Meeting delle Etichette Indipendenti di Faenza (miglior progetto multimediale); ha partecipato nel 1989 alle selezioni del Festival di Sanremo (Rai uno), al Festival del Teatro Canzone - Premio Giorgio Gaber (2005) e due volte al Premio Tenco (edizioni 2008 e 2012).
Nel 2013 ha debuttato come scrittore con il libro La notte in cui spuntò la luna dal monte (edito da PresentArtSì), ispirato al suo incontro con Pierangelo Bertoli. 
Nel 2015 Mario Bonanno ha pubblicato un libro dedicato ai suoi trent'anni di carriera come autore, intitolato La protesta e l'amore. Conversazioni con Luca Bonaffini (edito da Gilgamesh editrice)". 

## Discografia

### Discografia solista
Album
- 1988 - Astrologia
- 1997 - Prima di oggi era già domani
- 1998 - Scialle di pavone
- 1999 - Il ponte dei maniscalchi
- 2002 - Treni
- 2004 - La canzone va a teatro
- 2007 - Nessuno è scomparso
- 2012 - La scogliera
- 2014 - Sette volte Bertoli
- 2016 - Sette volte Bonaffini
- 2018 - Il Cavaliere degli Asini Volanti
- 2020 - Non è mai troppo Natale
- 2020 - La leggenda del poeta sul fiume. Antologia casuale di storie, ballate e canzoni sottratte al Secolo Breve
- 2021 - Ritorno. Devi capire che la vita è dura Con Paolo Baldoni, riedizione masterizzata del 1981
- 2021 - Il paracadute di Taccola
- 2021 - Campo Ligure. 25/07/2021
- 2022 - Non è una favola. Liberamente ispirato ai racconti di Charles Perrault
- 2024 - L'ultimo Ramingo

Singoli
- 1998 - Scialle di pavone
- 2003 - Una vita magari così/Treni (con Flavio Oreglio)
- 2003 - Non di sabato/Santa Claus
- 2006 - L'altro paese
- 2006 - La bella forza (con Sergio Sgrilli)
- 2012 - Rinascerò come il vento (con Mud e Gio Canevese)
- 2014 - Questi anni difficili
- 2015 - Nuovamente sulla strada (con Marco Dieci)

Partecipazioni
- 1984 - Artisti Mantovani per il Mondo Umanità
- 2001 - Flavio Oreglio Ho un sacco di compiti per lunedì con il brano Suonatore di chitarra
- 2003 - AA.VV. Artisti per il Natale con il brano Tu scendi dalle stelle
- 2008 - AA.VV. Quelle piccole cose con il brano Italia
- 2013 - AA.VV. Canterò le mie canzoni per la strada con il brano Chiama piano assieme ad Alberto Bertoli
- 2016 - Renato Bottura Sognatori feriti nel brano Madre Teresa di Calcutta

### Discografia con i Blez
Album
- 1993 - Blez

Singoli
- 1993 - La quinta stagione

### Discografia con i Cronache
Album
- 1996 - Minora

### Produzioni

#### Album
- 1990 - Patrizia Bulgari Venere ferita (Carrere Italy/CGD)
- 2001 - Flavio Oreglio Ho un sacco di compiti per lunedì (Ideasuoni)
- 2013 - Stella Bassani I giardini di Israel (CNI Music - Teorema Edizioni Musicali)
- 2013 - Paolo Baldoni Vivere e partecipare (C7-Believe Digital)
- 2014 - Stella Bassani Tra pace e memoria (Delta Dischi)
- 2015 - Paolo Baldoni Dimenticanze (C7-Believe Digital)
- 2016 - Paolo Baldoni Il Sabato del Coraggio. Faccio ciò che voglio (C7 Art&Music Srls - Believe Digital)
- 2019 - Flavio Oreglio & Staffora Bluzer Anima Popolare (Long Digital Playing Srls - Believe Digital)
- 2019 - Gruppo PNP High'n'low (Long Digital Playing Srls - Believe Digital)
- 2019 - A-TRE Tre anni dopo (Long Digital Playing Srls - Believe Digital)
- 2019 - Davide Marchi Sei come il profumo del caffè (Long Digital Playing Srls - Believe Digital)
- 2020 - Roberto Padovan Reiki Piano Meditation (a Isabel Damiani) (Long Digital Playing Srls - Believe Digital)
- 2020 - Frankie B. Skyline rooftop (Long Digital Playing Srls - Believe Digital)
- 2020 - Mario Marco Farinato Cartoline da Callisto (Long Digital Playing Srls - Believe Digital)
- 2020 - La Settima Nota 2020 Cantautori del Terzo Millennio (Long Digital Playing Srls - Believe Digital)
- 2020 - Roberto Padovan Commenti sonori alternativi (Long Digital Playing Srls - Believe Digital)
- 2021 - Flavio Oreglio Milano OltrePop (Long Digital Playing Srls - Believe Digital)
- 2021 - Stella Bassani Ha Yikkar. L'essenziale in studio (Long Digital Playing Srls - Believe Digital)
- 2021 - La Settima Nota 2021 Il futuro è alle spalle (Long Digital Playing Srls - Believe Digital)
- 2021 - Ermanno Zanfi Il cantastorie delle voci perdute (Long Digital Playing Srls - Believe Digital)
- 2021 - Paolo Baldoni Sono sempre stato Puerto Balù (Long Digital Playing Srls - Believe Digital)
- 2024 - Marco Ongaro La spia che ti amava (Long Digital Playing Srls)
- 2024 - Mara Tinto Crossing Liverpool (Long Digital Playing Srls)
- 2024 - Arturo Marongiu Antropologia criminale d'un suonatore delinquente (Long Digital Playing Srls)

#### Singoli
- 2012 - Gio Canevese Canzone per Isabella d'Este (Gruppo Teorema)
- 2013 - Mud e Gio Canevese Rinascerò come il vento. Canzone ufficiale del Parco Nord Milano (Gruppo Teorema)

## Composizioni
- 1985 - Que pasa per Franco Dammicco (Harmony Sound)
- 1986 - Una favola cos'è (Premio Collodi- Clou Disque/Edizioni Paoline)
- 1987 - Cuor di nonna (Premio Collodi - Clou Disque/EMI Italiana)
- 1987 - Barbablù per Pierangelo Bertoli (CGD)
- 1989 - Improvvisamente per Pierangelo Bertoli (CGD)
- 1990 - Chiama piano per Pierangelo Bertoli e Fabio Concato (Dischi Ricordi)
- 1990 - E così nasce una canzone per Pierangelo Bertoli (Dischi Ricordi)
- 1990 - Oracoli per Pierangelo Bertoli (Dischi Ricordi)
- 1990 - Eroi per Pierangelo Bertoli (Dischi Ricordi)
- 1990 - Acqua limpida per Pierangelo Bertoli (Dischi Ricordi)
- 1990 - Dal vero per Pierangelo Bertoli (Dischi Ricordi)
- 1990 - Come eravamo per Pierangelo Bertoli (Dischi Ricordi)
- 1990 - Gente metropolitana per Pierangelo Bertoli (Dischi Ricordi)
- 1990 - Sere per Pierangelo Bertoli (Dischi Ricordi)
- 1990 - Se potesse bastare per Pierangelo Bertoli (Dischi Ricordi)
- 1991 - Free Time, per Patrizia Bulgari (Carrere Italy)
- 1991 - Venere ferita, per Patrizia Bulgari (Carrere Italy)
- 1991 - Non ci si può nascondere, per Patrizia Bulgari (Carrere Italy)
- 1991 - Senza tempo, per Patrizia Bulgari (Carrere Italy)
- 1992 - Fantasmi per Pierangelo Bertoli (Dischi Ricordi)
- 1992 - Giulio per Pierangelo Bertoli (Dischi Ricordi)
- 1992 - La prima pioggia per Pierangelo Bertoli (Dischi Ricordi)
- 1993 - Se tu fossi libera per Pierangelo Bertoli (Dischi Ricordi)
- 1993 - Rottami, per Pierangelo Bertoli (Dischi Ricordi)
- 1993 - Ballata sul percorso per Pierangelo Bertoli (Dischi Ricordi)
- 1996 - Ma tu ci provi o no per Arcano (New Music)
- 2003 - La letteratura per Flavio Oreglio (Catartica Records)
- 2008 - Anima popolare per Flavio Oreglio (Catartica Records)
- 2008 - La fiera delle fole per Flavio Oreglio (Catartica Records)
- 2013 - I giardini di Israel per Stella Bassani (Gruppo Teorema/CNI)
- 2013 - Un cavallo un asino e un maiale per Stella Bassani (Gruppo Teorema/CNI)
- 2013 - Canzone per Isabella d'Este per Gio Canevese (Gruppo Teorema/Dolce Marylin)
- 2018 - Angeli rubati per Emiliano Paterlini (Believe Digital)
- 2024 - Si canta e si balla! per Stefano & Clara (Caramba Edizioni Musicali)
- 2024 - Immagina per Stefano & Clara (Caramba Edizioni Musicali)

## Videografia
- Luca Bonaffini Scialle di pavone, regia di Stefano Cantaroni (1998)
- Luca Bonaffini Mostra Mostar, regia di Amedeo Palazzi (1999)
- Luca Bonaffini L'altro paese, regia di Tiziana Pavone (2006)
- Luca Bonaffini Il taglio , regia di Erika Vincenzi (2007)
- Giò Canevese Canzone per Isabella d'Este, regia di Stefano Caprioli (2011)
- Giò Canevese, Michele Mud Negrini, Luca Bonaffini Rinascerò come il vento, regia di Stefano Caprioli (2012)
- Luca Bonaffini e Alberto Bertoli Chiama piano, registrato dal vivo il 29-09-2012 (2013)
- Paolo Baldoni Dietro a tutte vado, regia di Paolo Baldoni (2013)
- Luca Bonaffini Dal vero, regia di Paolo Baldoni (2017)
- Luca Bonaffini Di mare, di terra, di fuoco, di cielo, regia di Giacomo Bottarelli (2019)
- Luca Bonaffini Il futuro ero, regia di Maurizio Ferrandini (2021)
- Paolo Baldoni Calzini, regia di Vittorio Magro e Maurizio Ferrandini (2022)
- Luca Bonaffini Il giardino dei fiori mai cresciuti, regia di Maurizio Ferrandini (2022)

## Opere letterarie
- Scialle di pavone: un racconto, una canzone e il videoclip, Archimedia, 1998.
- Elisabetta Di Dio Russo (a cura di), La statura della vita, in Dottore, vorrei un rene nuovo, Amarene, 2012.
- Monica Bianchi (a cura di), Stelle e lune d'autore, in Dei Tarocchi del Mantegna e di Arcani Misteri, Il Cartiglio Mantovano, 2012.
- La notte in cui spuntò la luna dal monte, Luca Cremonesi (prefazione), PresentArtSi, 2013.
- Mario Bonanno (a cura di), La protesta e l'amore. Conversazioni con Luca Bonaffini, Gilgamesh editrice, 2015.
- Renato Bottura e Luca Bonaffini, L'internauta, in Sognatori feriti, Gilgamesh editrice, 2016.
- Eterni secondi, Gilgamesh editrice, 2017.

## Opere teatrali
- I nidi del pavone, regia di Luca Bonaffini (1998)
- La canzone va a teatro, regia di Flavio Oreglio (2004)
- Dr Panto & Mr Phobius - atto unico - Premio Gaber- regia di Luca Bonaffini (2005)
- Nessuno è scomparso, regia di Luca Bonaffini (2010)
- Buon compleanno Rino! Storia di un cantautore. Regia di Luca Bonaffini (2011)
- D(i)ario gay: ognuno ha tanta storia, regia di Luca Bonaffini (2012)
- Chiedi chi erano i... Beatles, regia di Luca Bonaffini (2012)
- I giardini di Israel, regia di Luca Bonaffini (2013)
- La notte in cui spuntò la luna dal monte, regia di Luca Bonaffini (2013)
- La notte dell'arcobaleno, regia di Luca Bonaffini (2014)
- Happy Birthday, dear Frank. Omaggio a Sinatra, regia di Luca Bonaffini (2015)
- L'Italia al tempo del vinile, regia di Luca Bonaffini (2016)
- La protesta e l'amore: perché ascoltavamo e facevamo i cantautori, regia di Luca Bonaffini (2017)
- Il cavaliere degli asini volanti unplugged, regia di Luca Bonaffini (2019)